# Lazarus Nürnberger
Lazarus Nürnberger (Noremberger) (* 1499 in Neustadt an der Aisch; † 1564) war ein deutscher Kaufmann in Sevilla. 

## Leben
Lazarus Nürnberger wurde als Sohn eines markgräflich-Ansbacher Kastners geboren. Um 1514 machte er eine kaufmännische Ausbildung bei der Nürnberger Firma Hirschvogel. Anfang 1517 reiste er über die Niederlande nach Lissabon. Zwischen dem 2. April und dem 1. Oktober 1517 setzte er, wohl für das Unternehmen, seine Reise mit der Flotte des António de Saldanha an Bord der S. Agno grandi über Mosambik nach Goa fort. Dort besuchte er das Königreich Patigalan, das bekannt als Produktionszentrum für Textilien, wertvolle Edelsteine und Perlen war, die aus Baticala in Hormus stammten. Das Königreich Cannanore war sein nächstes Reiseziel. Dieses lieferte zur damaligen Zeit neben Pfeffer auch Ingwer, Baumwolle und Röhren-Kassie. Anschließend setzte Nürnberger seine Reise nach Calicut und Cochin, die Residenz des Königs, fort. Am 12. Januar 1518 reiste er nach Lissabon. Welche Dinge er von seiner Reise mitgebracht hatte, ist nicht überliefert. Ende Juli 1518 schrieb er Michael Behaim (1489–1522) in Nürnberg.
Während seiner Abwesenheit vertrat ihn in Lissabon Joachim Pruner, ein Agent Hirschvogels, der eine große Menge Edelsteine gekauft hatte. Ihm assistierte Georg Pock (* 1495) aus Würzburg.
1518 reiste Nürnberger nach Andalusien. 1519, nach der Fastenmesse in Frankfurt, ging er wieder in die mittelfränkische Heimat. Hier schätzte man ihn wegen seiner Kenntnisse der ostindischen Verhältnisse. Er diente dem nur Portugiesisch sprechenden Martin Behaim, vermutlich ein Neffe des gleichnamigen Kosmographen, als Dolmetscher. Im Winter 1519/20 reiste Nürnberger erneut nach Lissabon. Aufgrund der dortigen schlechten Geschäftslage wurde er von Hirschvogel in Sevilla eingesetzt. Er ließ sich dort nieder und wurde eine zentrale Figur des Geschäftslebens.
Am 22. Juli 1525 erhielten Nürnberger und Cromberger als erste Deutsche vom Kaiser Karl V. die Erlaubnis, in Sevilla oder Amerika Transatlantikhandel zu betreiben. Für die Überseegeschäfte besaß er mindestens die Schiffe Santiago und La Librera. 
Ab 1525 beteiligt Nürnberger sich am Handel mit Perlen, die er wahrscheinlich von der venezolanischen Insel Cubagua bezog, und u. a. an den König verkaufte. 
Nürnberger heiratete Catalina (* um 1473 – 1528), die Tochter von Jakob Cromberger. 
1525 erwarb Nürnberger in San Isidro von Pedro Afán (de Ribera?) das Nachbarhaus seines Schwiegervaters.
Im Juni 1526 erhielt Nürnberger vom Kaiser Karl V., der sich anlässlich seiner Hochzeit in Sevilla aufhielt, die Erlaubnis, einen „Faktor deutscher Nation“ nach Amerika zu entsenden. Ende 1526 reiste Barthel Blümlein (Flores) nach Santo Domingo, wo er für Nürnberger Geschäfte mit Juan Francisco (urspr. Buchhändler, Teilhabern, nach Diego de Mendieta zweiter Faktor) tätigte. Von dort bezog er Zucker und Gold.
1526 gewährte er dem Venezianer Sebastian Caboto ein Darlehen zur Ausrüstung einer Expedition. Sein Neffe Kasimir Nürnberger aus Ulm, ließ sich in Sevilla als Söldnerführer anwerben.
Als Nürnbergers Schwiegervater 1528 starb, machten er und seine Frau Catalina eine erhebliche Erbschaft.
1535 beteiligte sich die Nürnberger-Cromberger-Handelsgesellschaft am Abbau von Silbererz in Zultepeque im Vizekönigreich Neuspanien, wohin Hans Henschel aus Basel entsandt wurde. Im gleichen Jahr eröffneten sie mit Christoph Raiser, ein Faktor des Augsburger Kaufmanns Sebastian Neidhart, eine Niederlassung in Nombre de Dios (Panama) für den Warenhandel mit Peru. Von dort brachten sie einen Smaragd mit, den sie für 600 Dukaten und Sklavenhandelslizenzen an die Kaiserin Isabella verkauften. Während Nürnberger 1536 vor allem mit Sklaven und Sklavenhandelslizenzen handelte, wurden 1537 und 1538 Textilien, Zinn und Quecksilber zu seinen Handelsprodukten. 
1541 schloss er mit Caboto einen Vertrag zur Herstellung einer Weltkarte. 
1546 schloss Nürnberger sich mit Hans Tetzel aus Nürnberg zusammen, um Kupfervorkommen in Kuba auszubeuten. Dessen Bruder Jobst Tetzel war führender Juwelenhändler Nürnbergs.
Nürnberger hinterließ fünf Kinder: Heinrich übernahm das Erbe in Neustadt. Eine Tochter heiratete Thomas Miller, Faktor der Fugger. Nikolaus trat in den Dienst der Fugger. Thomas starb 1574 in Nombre de Dios.